# 吉野裕之
吉野 裕之（よしの ひろゆき、1961年8月1日 -  ）は、日本のプログラムオフィサー、歌人、俳人。堂号は空蝉庵。歌人の髙橋みずほは妻。同じく歌人の髙橋俊人は妻の祖父。植物育種学者の髙橋成人は妻の父。

## 経歴
神奈川県横浜市根岸生まれ。横浜国立大学教育学部附属横浜小学校、同中学校、神奈川県立横浜緑ケ丘高等学校を経て、九州大学農学部卒業、同大学院農学研究科修士課程修了。大学、大学院では木材化学を専攻。
ハウジングアンドコミュニティ財団チーフ・プログラム・オフィサー、長谷工総合研究所主任研究員などを経て、フリーのプログラムオフィサー。この間、住まい・まちづくり活動推進協議会事務局長、住まい・まちづくり担い手支援機構理事などを兼務。NPO、市民活動によるまちづくりの実務と研究を行う。2010年より内閣官房地域活性化伝道師。2020年、都市住宅学会賞論文賞受賞。
短歌を加藤克巳に師事、光栄堯夫に兄事。1986年、「桜狩」に入会（2011年退会）、1988年、「個性」に入会（2004年終刊）。2002年、今井恵子、髙橋みずほとともに、短歌ユニット［BLEND］を始動、雑誌［BLEND］を第10号まで発行（2007年終刊）。1987年、角川短歌賞候補、1990年、1991年、歌壇賞候補。
俳句を今村俊三、岸田稚魚に師事。1985年、「桃滴舎」に入会（1991年終刊）、1986年、「琅玕」（玕：王偏に干）に入会（1991年退会）。1991年、岡井省二、岡本高明の誘いを受け、「槐」創刊に参加。翌年、第1回槐賞受賞。同世代の同門に、山西雅子、加藤かな文、小山森生などがいる。2001年、「槐」退会。
2010年8月、プロデュースした短歌と俳句の同人誌「ことばの楽園」が、2012年11月、同じく俳句の同人誌「豆句集 みつまめ」が創刊される。
法政大学では「コミュニティアート」を、東京家政大学では「自然と暮らし - まちづくりと起業のススメ」「芸術論」などを講じており、フェリス女学院大学では2022年度まで「短歌・俳句創作を学ぶ」を講じていた。横浜歌人会代表委員。また、2013年1月より12月まで、砂子屋書房のサイトで「一首鑑賞＊日々のクオリア」を連載。

## テーマ・作風
活動のテーマは、「現代と都市とぼくと」における3つの「と」の意味を探ること。また、「短詩型と都市は双子の兄弟ではないか。数年前、ふと、このことに思い至った。いずれも身体の奥に潜んでいたなにかが、時間を可視化しながら形＝空間になったものではないか。複数の領域での試みが、自分のなかで統一された」と、語っている。
短歌は現代仮名遣いで、俳句は歴史的仮名遣いで制作している。ライトヴァースとも見えるが、ただライトであるのではなく、一見抵抗感のない若者風の語法の裏側に、近代短歌の核心となってきた〈私〉が確かに存在しており、都市に住む〈私〉の目に映ずる風景を、「すでにあるもの」として描くのではなく、「立ち現れるもの」として微細に描いていく。
また、短歌と俳句の両者の実作者であることを活かし、一連すべての短歌に俳句を詞書とした作品の制作も試みている。

## 著書

### 単著
- 歌集『空間和音』　砂子屋書房、1991年
- 歌集『ざわめく卵』　砂子屋書房、2007年
- 『セレクション歌人 吉野裕之集』　邑書林、2008年
- 歌集『博物学者』　北冬舎、2010年
- 歌集『Ｙの森』　沖積舎、2011年
- 歌集『砂丘の魚』　沖積舎、2015年
- 『現代短歌文庫 吉野裕之歌集』　砂子屋書房、2022年

### 共著
- 『パブリック・アートは幸せか』　公人の友社、1994年
- 『横浜歌枕集成・新版』　短歌新聞社、2000年
- 『岡井省二の世界 - 霊性と智慧』　北宋社、2001年
- 『加藤克巳作品研究』　風心社、2003年

### アンソロジー
- 『現代の第一歌集 次代の群像』　ながらみ書房、1993年
- 『現代短歌の全景 男たちのうた』　河出書房新社、1995年
- 『現代短歌一〇〇人二〇首』　邑書林、2001年
- 『2004年の桜／725首』　北冬舎、2004年
- 『アンソロジー横浜2009』　六花書林、2009年